# Karl Stix

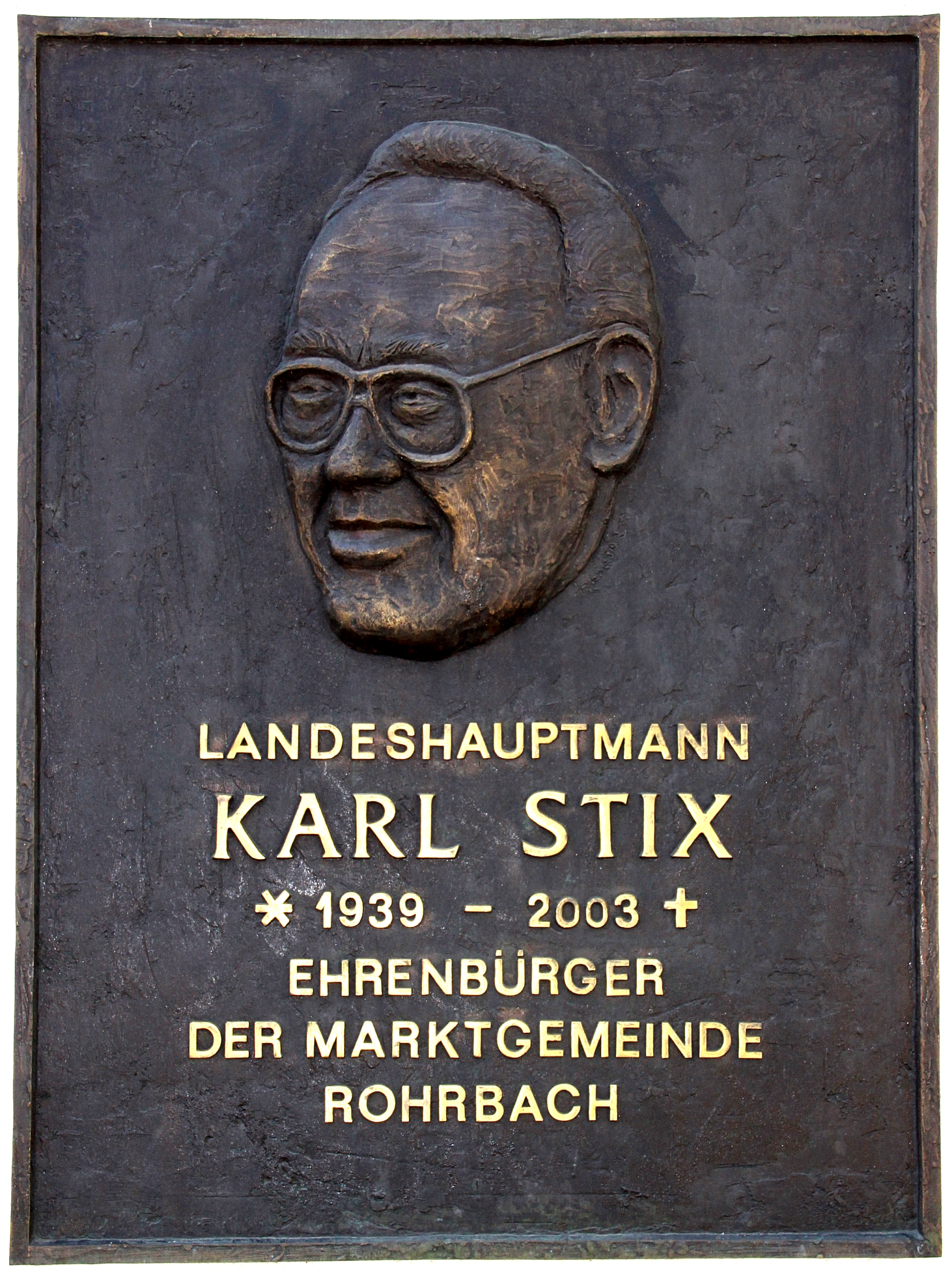
Ehrenbürgertafel für Karl Stix in Rohrbach bei Mattersburg, angebracht am Gemeindeamt am „Karl Stix-Platz“

Karl Stix (* 24. Oktober 1939 in Wiener Neustadt; † 5. Juli 2003 in Hornstein) war ein österreichischer Politiker (SPÖ). 

## Leben
Karl Stix wurde als Sohn eines Lokführers geboren. Seine Kindheit und Jugend verbrachte er in Rohrbach bei Mattersburg. Nach einer Schlosserlehre und der Hochzeit mit seiner Frau Erika begann er im Jahre 1962 seine politische Karriere.
Stix war von Mitte 1991 bis Ende 2000 burgenländischer Landeshauptmann. 1999 erlitt Stix einen schweren Autounfall, im Sommer 2000 wurde er mit dem Skandal um die Bank Burgenland in Verbindung gebracht, der Ende 2000 zu seinem Rückzug aus der Politik führte.
Sein größter politischer Erfolg war die Anerkennung des Burgenlandes als Ziel-1-Region der EU-Regionalförderpolitik. Dies führte in Verbindung mit den Vorteilen aus dem Fall des Eisernen Vorhangs zu einem kräftigen Wirtschaftsaufschwung.
Karl Stix starb am 5. Juli 2003 in seinem Haus in Hornstein an Krebs.

## Politische Karriere
- 1962–1966: SPÖ-Bezirksparteisekretär
- 1967: Gemeinderat in Hornstein
- 1970–1983: Parteisekretär SPÖ-Burgenland
- 1975: Einzug in den Burgenländischen Landtag
- 1977–1982: dort Klubobmann der SPÖ
- 1982–1991: Landesrat für Finanzen
- 1991: Wahl zum Landeshauptmann
- 1996: Wiederwahl als Landeshauptmann
- 2000: Rückzug aus der Politik

## Auszeichnungen
- 1999 Großes Goldenes Ehrenzeichen für Verdienste um das Land Wien
- 2001 Goldenes Komturkreuz mit dem Stern des Ehrenzeichens für Verdienste um das Bundesland Niederösterreich